# قائمة أعمال تشارلي تشابلن

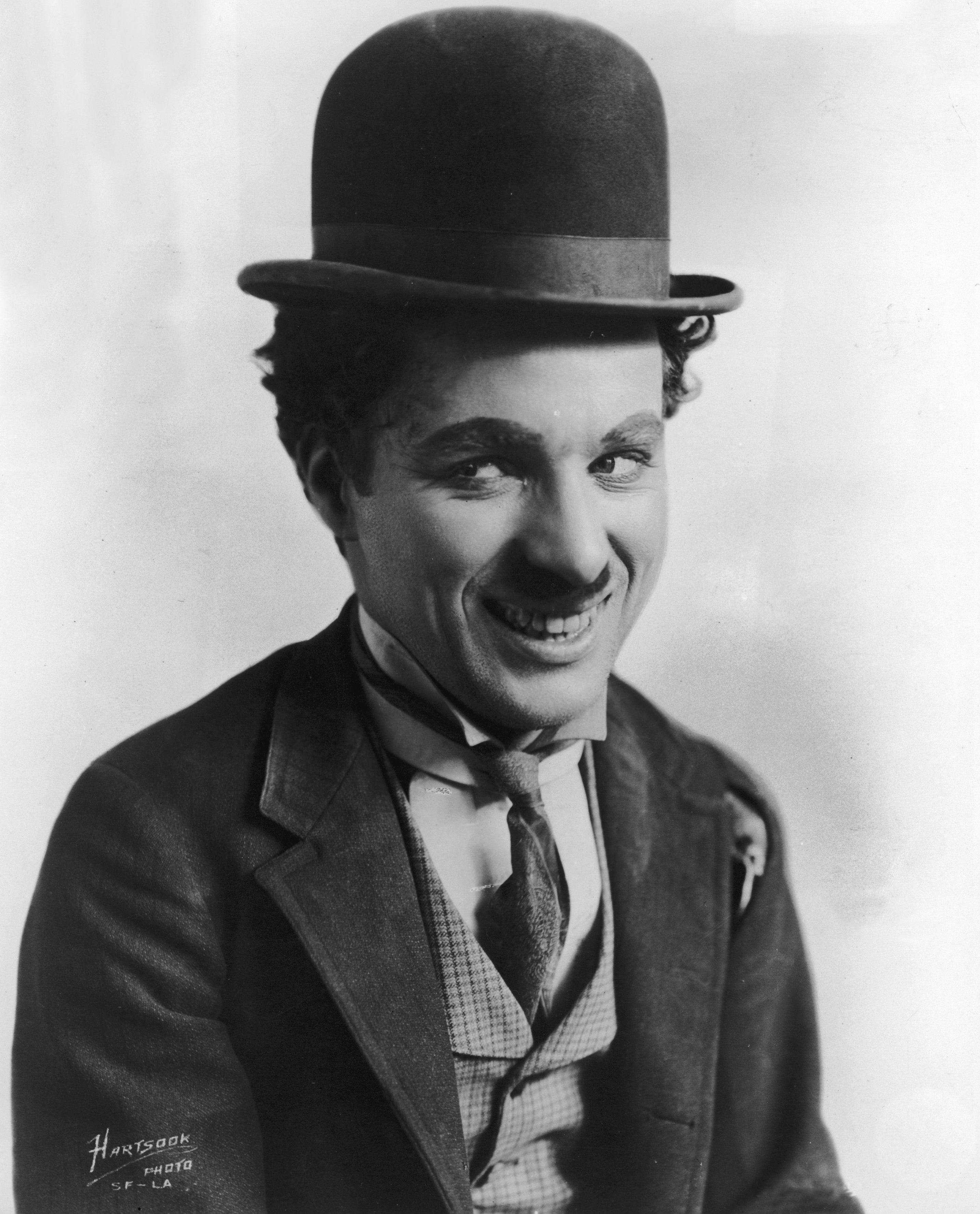
تشارلي تشابلين بشخصية الصعلوك عام 1915.

تشارلي تشابلن (1889-1977) ممثل إنجليزي، كوميدي، وصانع أفلام، عمل في الصور المتحركة في فترة زمنية ممتدة من عام 1914 حتى 1967. خلال سنواته الأولى في السينما، أصبح محبوب الجماهير في جميع أنحاء العالم في شخصيته الشهيرة «الصعلوك». كان يعتبر الشخص الأكثر شهرة على هذا الكوكب في العقدين 1910 و 1920.
ولد «تشابلن» في لندن وبدأ يمثل على خشبة المسرح في سن التاسعة. في عام 1913، وبينما هو في جولة في الولايات المتحدة مع مجموعة فريد كارنو الكوميدية، قبل عقدا للعمل في استوديوهات كيستون لماك سينيت. خلال فترة عمله في كيستون، بدأ كتابة وإخراج بعض الأفلام التي مثل فيها بدور البطل فيها. في عام 1915 وقع تشابلن مع استوديوهات إساناي، وبعد سنة وقع مع مؤسسة موتوال فيلم. في عام 1918، بدأ «تشابلن» في إنتاج أفلامه الخاصة، في البداية اطلقها من خلال استوديوهات فيرست ناشيونال ثم من خلال يونايتد آرتيست، وهي شركة شارك في تأسيسها مع ماري بيكفورد، دوغلاس فيربانكس، وديفيد غريفيث. في أواخر الأربعينيات وأوائل الخمسينات القرن 20، اتهم «تشابلن» بأنه متعاطف مع الشيوعية، مما أدى إلى نفيه. وظل من الرعايا البريطانية، وبينما كان يسافر إلى إنجلترا في عام 1952 لحضور العرض الأول لفيلمه أضواء المسرح، تم إلغاء تصريح دخوله إلى أمريكا. وفي نهاية المطاف استقر تشابلن في سويسرا، حيث ظل بقية حياته. وقدم آخر فيلمين له في إنجلترا.
خلال حياته، حصل «تشابلن» على ثلاث جوائز من أكاديمية فنون وعلوم الصور المتحركة. في حفل جوائز الأوسكار الأول، المعقودة في 16 مايو 1929، رشح أصلا لأفضل ممثل وأفضل مخرج لفيلم «السيرك (1928)». وألقت الأكاديمية ترشيحين لها، وحصل على الجائزة الفخرية لأفضل كتابة، إخراج، إنتاج، والعمل. وفي عام 1972، عاد إلى الولايات المتحدة بعد ما يقرب من عقدين لتلقي جائزة فخرية أخرى، وهذه المرة لجميع إنجازاته في السينما. وفي السنة التالية، حصلت شابلن في فيلم «أضواء المسرح» جائزة الأوسكار لأفضل موسيقى تصويرية. على الرغم من أنه مضى على فيلم «أضواء المسرح» 20 عاما، إلا أنه لم يعرض في منطقة لوس انجلوس حتى عام 1972، ولم يكن مؤهلا للحصول على جائزة الأوسكار قبل ذلك الحين. كما حصل «تشابلن» على ترشيحات لجائزة الأوسكار في عام 1940 لأفضل ممثل وأفضل سيناريو أصلي لفيلم «الديكتاتور العظيم». في عام 1942، أصدر «تشابلن» نسخة جديدة من فيلم حمى الذهب، أخذ الفيلم الأصلي الصامت 1925 وتأليف وتسجيل النتيجة الموسيقية التي لم تصدر في عام 1925. رشح فيلم «حمى الذهب» لأفضل موسيقى (عزفت للدرامية أو الصورة الكوميدي). وكان آخر ترشيح له في عام 1947 لسيناريو فيلم «السيد فيردو».
من عام 2011، تمت إضافة ستة من أفلام «تشابلن» إلي السجل الوطني للفيلم الأمريكي: المهاجر (1917)، الطفل (1921)، حمى الذهب (1925)، أضواء المدينة (1931)، الأزمنة الحديثة (1936)، والدكتاتور العظيم (1940). كما تم اختيار فيلم «جمهور العرض» (1928)، الذي يظهر فيه «تشابلن» في دور صغير غير رئيسي. حصل «تشابلن» على نجمة في ممر الشهرة في هوليوود لأعماله في الصور المتحركة.

## أفلام رسمية
في عام 1964 أسس «تشابلن» فيلموغرافيا رسمية خاصة به مع نشر كتابه، سيرتي الذاتية. تتألف الفيلموغرافيا من 80 فيلم تم إصدارها منذ عام 1914. في عام 1985 تمت إضافة المزيد من التفاصيل إليها في السيرة الذاتية لديفيد روبنسون، «تشابلن: حياته وفنه»، والتي شملت الفيلم الأخير لتشابلن، «كونتيسة من هونغ كونغ» (1967)، كرقم 81. في عام 2010 تم إضافة الفيلم 82 مع اكتشاف فيلم «صائد اللص»، وهو فيلم كيستون قديم يعتقد حتى الآن أنه مفقود.
كانت جميع أفلام «تشابلن» صامتة بما فيها فيلم «السيرك» (1928)، على الرغم من أن العديد منها أعيد إصدارها بإضافة موسيقى تصويرية. أن أفلام أضواء المدينة (1931) والأزمنة الحديثة (1936) كانت أساس الأفلام الصامتة، على الرغم من أنها قدمت مع موسيقى تصويرية التي تتكون من موسيقى ومؤثرات صوتية، مع حديث متسلسل في آخر الفيلم. كانت آخر خمسة أفلام لتشابلن بحوار كلامي. وبصرف النظر عن فيلم «كونتيسة من هونغ كونغ»، تم تصوير كل أفلام «تشابلن» في مقاس 35 ملم بالأبيض والأسود.
باستثناء ما يشار إليه من نواحي أخرى، فإن تواريخ العرض، أسماء الشخصيات، والتعليقات التوضيحية المعروضة هنا مستمدة من السيرة الذاتية لتشابلن، من كتاب روبنسون، و«أفلام تشارلي تشابلن» (1965) بواسطة جيرالد ماكدونالد، مايكل كونواي، ومارك ريتشي.

### استوديوهات كيستون
ظهر «تشابلن» في 36 فيلما لاستوديوهات كيستون، التي أنتجها ماك سينيت.
| تاريخ العرض    | العنوان                         | العنوان                        | نسب إليه | نسب إليه | نسب إليه | نسب إليه | نسب إليه                     | عدد البكرات | ملاحظات |
| تاريخ العرض    | باللغة العربية                  | باللغة الأصلية                 | اللحن    | الإنتاج  | سيناريو  | الإخراج  | الدور                        | عدد البكرات | ملاحظات |
| -------------- | ------------------------------- | ------------------------------ | -------- | -------- | -------- | -------- | ---------------------------- | ----------- | --- |
| 2 فبراير 1914  | كسب العيش                       | Making a Living                |          |          |          |          | المخادع                      | 1           | |
| 7 فبراير 1914  | سباقات سيارات الأطفال في فينيسا | Kid Auto Races at Venice       |          |          |          |          | الصعلوك                      | >1          | صدر على بكرة منقسمة (أي فيلمين على بكرة واحدة) مع فيلم تعليمي، "الزيتون والأشجار"                                 |
| 9 فبراير 1914  | مأزق مابل الغريب                | Mabel's Strange Predicament    |          |          |          |          | الصعلوك                      | 1           | تم تصويره من قبل ولكن صدر بعد فيلم "سباقات سيارات الأطفال في فينيسا"، وفي هذا الفيلم ظهرت شخصية الصعلوك لأول مرة. |
| 19 فبراير 1914 | صائد اللص                       | A Thief Catcher                |          |          |          |          | الشرطي                       | 1           | اكتشفت النسخة المطبوعة في 2010                                                                                    |
| 28 فبراير 1914 | تحت المظلة                      | Between Showers                |          |          |          |          | المُتَأنّق                      | 1           | |
| 2 مارس 1914    | فيلم جوني                       | A Film Johnnie                 |          |          |          |          |                              | 1           | |
| 9 مارس 1914    | تانجو تانجلز                    | Tango Tangles                  |          |          |          |          | الراقص السكران               | 1           | |
| 16 مارس 1914   | تسليته المفضلة                  | His Favourite Pastime          |          |          |          |          | الذي يشرب                    | 1           | |
| 26 مارس 1914   | حب قاسي، قاسي                   | Cruel, Cruel Love              |          |          |          |          |                              | 1           | |
| 4 أبريل 1914   | النجم المتدرب                   | The Star Boarder               |          |          |          |          |                              | 1           | |
| 18 أبريل 1914  | مابل على المقود                 | Mabel at the Wheel             |          |          |          |          | الشرير                       | 2           | |
| 20 أبريل 1914  | عشرين دقيقه من الحب             | Twenty Minutes of Love         |          |          | نعم      | نعم      | النَشّال                       | 1           | |
| 27 أبريل 1914  | عالق في ملهى                    | Caught in a Cabaret            |          |          |          |          | النادِل                       | 2           | الكاتب المشارك: مابل نورماند                                                                                      |
| 4 مايو 1914    | عالق في المطر                   | Caught in the Rain             |          |          | نعم      | نعم      | ضيف الفندق السكران           | 1           | |
| 7 مايو 1914    | يوم حافل                        | A Busy Day                     |          |          | نعم      | نعم      | الزوجة                       | >1          | صدر على بكرة منقسمة مع لقطة قصيرة تعليمية، "أوراق الصباح"                                                         |
| 1 يونيو 1914   | المطرقة القاتلة                 | The Fatal Mallet               |          |          |          |          | الخطيب                       | 1           | |
| 4 يونيو 1914   | صديقها قاطع طريق                | Her Friend the Bandit          |          |          | نعم      | نعم      | قاطع الطّريق                  | 1           | فيلم مفقود. الفيلم الوحيد لتشابلن مفقود. المخرج المشارك: مابل نورماند                                             |
| 11 يونيو 1914  | الضربة القاضية                  | The Knockout                   |          |          |          |          | الحَكَم                        | 2           | |
| 13 يونيو 1914  | يوم مابل الحافل                 | Mabel's Busy Day               |          |          |          |          | السكران المزعج               | 1           | |
| 20 يونيو 1914  | حياة مابل الزوجية               | Mabel's Married Life           |          |          | نعم      | نعم      | زوج مابل                     | 1           | الكاتب المشارك: مابل نورماند                                                                                      |
| 9 يوليو 1914   | غاز الضحك                       | Laughing Gas                   |          |          | نعم      | نعم      | مساعد طبيب الأسنان           | 1           | |
| 1 أغسطس 1914   | صاحب الملكية                    | The Property Man               |          |          | نعم      | نعم      | صاحب الملكية                 | 2           | |
| 10 أغسطس 1914  | الوجه على أرضية البار           | The Face on the Bar Room Floor |          |          | نعم      | نعم      | الفنان                       | 1           | مستندة إلى قصيدة "هيو أنطوان دارسي"                                                                               |
| 13 أغسطس 1914  | إستجمام                         | Recreation                     |          |          | نعم      | نعم      | الصعلوك                      | >1          | صدر على بكرة منقسمة مع لقطة قصيرة، "يوسمايت"                                                                      |
| 27 أغسطس 1914  | المتخفي                         | The Masquerader                |          |          | نعم      | نعم      | الممثل السينمائي             | 1           | |
| 31 أغسطس 1914  | مهنته الجديدة                   | His New Profession             |          |          | نعم      | نعم      | تشارلي                       | 1           | |
| 7 سبتمبر 1914  | السكارى                         | The Rounders                   |          |          | نعم      | نعم      | Reveller                     | 1           | |
| 14 سبتمبر 1914 | البواب الجديد                   | The New Janitor                |          |          | نعم      | نعم      | البَوّاب                       | 1           | |
| 10 أكتوبر 1914 | تنافس في الحب                   | Those Love Pangs               |          |          | نعم      | نعم      | المُتَأنّق                      | 1           | |
| 26 أكتوبر 1914 | العجين والديناميت               | Dough and Dynamite             |          |          | نعم      | نعم      | النادِل                       | 2           | الكاتب المشارك: ماك سينيت                                                                                         |
| 29 أكتوبر 1914 | السادة الجسورين                 | Gentlemen of Nerve             |          |          | نعم      | نعم      | Impecunious Track Enthusiast | 1           | |
| 7 نوفمبر 1914  | مهنته الموسيقية                 | His Musical Career             |          |          | نعم      | نعم      | حامل البيانو                 | 1           | |
| 9 نوفمبر 1914  | مكان التلاقى                    | His Trysting Place             |          |          | نعم      | نعم      | كلارنس                       | 2           | |
| 14 نوفمبر 1914 | رومانسية تيلي المثقوبة          | Tillie's Punctured Romance     |          |          |          |          | تشارلي، مدينة سليكر          | 6           | من مسرحية "كابوس تيلي"، بواسطة ألفريد بالدوين سلوني وو إدغار سميث                                                 |
| 5 ديسمبر 1914  | الزوجة الغيورة                  | Getting Acquainted             |          |          | نعم      | نعم      | القرين                       | 1           | |
| 7 ديسمبر 1914  | ماضيه ما قبل التاريخ            | His Prehistoric Past           |          |          | نعم      | نعم      | ذي الذقن المتدلي             | 2           | |

### استوديوهات إسناي
«تشابلن» كتب، اخرج، وأخذ دور البطولة في 15 فيلما لشركة إساناي لصناعة الأفلام، جميعها من إنتاج جيس روبنز.
| تاريخ العرض    | العنوان         | العنوان             | نسب إليه | نسب إليه | نسب إليه | نسب إليه | نسب إليه               | عدد البكرات | ملاحظات |
| تاريخ العرض    | باللغة العربية  | باللغة الأصلية      | اللحن    | الإنتاج  | سيناريو  | الإخراج  | الدور                  | عدد البكرات | ملاحظات |
| -------------- | --------------- | ------------------- | -------- | -------- | -------- | -------- | ---------------------- | ----------- | --- |
| 1 فبراير 1915  | وظيفته الجديدة  | His New Job         |          |          | نعم      | نعم      | إضافي للفيلم           | 2           | |
| 15 فبراير 1915 | ليلة في الخارج  | A Night Out         |          |          | نعم      | نعم      | Reveller               | 2           | ظهور إدنا بيرفيانس لأول مرة |
| 11 مارس 1915   | البطل           | The Champion        |          |          | نعم      | نعم      | ملاكم طموح             | 2           | |
| 18 مارس 1915   | في المتنزه      | In the Park         |          |          | نعم      | نعم      | تشارلي                 | 1           | |
| 1 أبريل 1915   | فرار الميني باص | A Jitney Elopement  |          |          | نعم      | نعم      | سيتور، الكونت الوهمي   | 2           | |
| 11 أبريل 1915  | المتشرد         | The Tramp           |          |          | نعم      | نعم      | المتشرد                | 2           | |
| 29 أبريل 1915  | عن طريق البحر   | By the Sea          |          |          | نعم      | نعم      | مُتَنَزّه                  | 1           | |
| 21 يونيو 1915  | عمل             | Work                |          |          | نعم      | نعم      | المبتدئ في الديكور     | 2           | |
| 12 يوليو 1915  | امرأة           | A Woman             |          |          | نعم      | نعم      | تشارلي / "المرأة"      | 2           | |
| 9 أغسطس 1915   | البنك           | The Bank            |          |          | نعم      | نعم      | بواب                   | 2           | |
| 4 أكتوبر 1915  | مختطف           | Shanghaied          |          |          | نعم      | نعم      | تشارلي                 | 2           | |
| 20 نوفمبر 1915 | ليلة في العرض   | A Night in the Show |          |          | نعم      | نعم      | السيد بيست والسيد رودي | 2           | |
| 18 ديسمبر 1915 | سخرية على كارمن | Burlesque on Carmen |          |          | نعم      | نعم      | راتق الجوارب           | 4           | أعيد إصدارها في 22 أبريل 1916، كما غير مصرح به، مع لقطات جديدة تم تجميعها من قبل "ليو وايت"                                                                                   |
| 27 مايو 1916   | شرطي            | Police              |          |          | نعم      | نعم      | مدان سابق              | 2           | |
| 11 أغسطس 1918  | مشكلة ثلاثية    | Triple Trouble      |          |          | نعم      | نعم      | البواب                 | 2           | جمعت المكونات من قبل "ليو وايت" مع مشاهد من الشرطة ومشاهد قصيرة لم تنته، بجانب مواد جديدة للتصوير بواسطة "وايت". أدخل "تشابلن" هذا الإنتاج في الفيلموجرافيا من سيرته الذاتية. |

### موتوال
«تشابلن» كتب، أنتج، اخرج، وأخذ دور البطولة في 12 فيلما لمؤسسة موتوال فيلم، والتي شكلت استوديوهات النجم الوحيد فقط لأفلام «تشابلن». في عام 1932، اشترى أمادي فان بيورين من استوديوهات فان بورين كوميديا «تشابلن» الخاصة بموتوال بمبلغ 10,000 دولار لكل فيلم، وأضيفت إليها الموسيقى من قبل جين روديميتش ونستون شاربليز وأضيفت إليها المؤثرات الصوتية أيضا، وأعيد إصدارها من خلال أفلام آر كي او راديو.
| تاريخ العرض    | العنوان        | العنوان           | نسب إليه | نسب إليه | نسب إليه | نسب إليه | نسب إليه                          | عدد البكرات | ملاحظات                                  |
| تاريخ العرض    | باللغة العربية | باللغة الأصلية    | اللحن    | الإنتاج  | سيناريو  | الإخراج  | الدور                             | عدد البكرات | ملاحظات                                  |
| -------------- | -------------- | ----------------- | -------- | -------- | -------- | -------- | --------------------------------- | ----------- | ---------------------------------------- |
| 15 مايو 1916   | مفتش المتجر    | The Floorwalker   |          | نعم      | نعم      | نعم      | زبون مفلس                         | 2           | الكاتب المشارك: فنسنت برايان             |
| 12 يونيو 1916  | رجل الإطفاء    | The Fireman       |          | نعم      | نعم      | نعم      | اطفائي                            | 2           | الكاتب المشارك: فنسنت برايان             |
| 10 يوليو 1916  | المتسكع        | The Vagabond      |          | نعم      | نعم      | نعم      | موسيقار شوارع                     | 2           | الكاتب المشارك: فنسنت برايان             |
| 7 أغسطس 1916   | الواحدة صباحا  | One A.M.          |          | نعم      | نعم      | نعم      | سكران                             | 2           |                                          |
| 4 سبتمبر 1916  | الكونت         | The Count         |          | نعم      | نعم      | نعم      | خياط مبتدئ                        | 2           |                                          |
| 2 أكتوبر 1916  | مكتب المراهنات | The Pawnshop      |          | نعم      | نعم      | نعم      | مساعد المرتهن                     | 2           |                                          |
| 13 نوفمبر 1916 | خلف الشاشة     | Behind the Screen |          | نعم      | نعم      | نعم      | مساعد ممتلكات الرجل               | 2           |                                          |
| 4 ديسمبر 1916  | حلبة التزلج    | The Rink          |          | نعم      | نعم      | نعم      | النادل والمتزلج المتحمس           | 2           |                                          |
| 22 يناير 1917  | الشارع السهل   | Easy Street       |          | نعم      | نعم      | نعم      | مجند متسكع عند الشرطة             | 2           |                                          |
| 16 أبريل 1917  | العلاج         | The Cure          |          | نعم      | نعم      | نعم      | الجنتلمان السكير في المنتجع الصحي | 2           |                                          |
| 17 يونيو 1917  | المهاجر        | The Immigrant     |          | نعم      | نعم      | نعم      | مهاجر                             | 2           | أضيف إلى السجل الوطني للفيلم في عام 1998 |
| 22 أكتوبر 1917 | المغامر        | The Adventurer    |          | نعم      | نعم      | نعم      | الهارب المحكوم عليه               | 2           |                                          |

### فيرست ناشيونال
«تشابلن» كتب، أنتج، اخرج، وأخذ دور البطولة في تسعة أفلام لشركته الخاصة للإنتاج بين عامي 1918 و 1923. وتم توزيع هذه الأفلام من قبل فيرست ناشيونال.
| تاريخ العرض    | العنوان        | العنوان          | نسب إليه | نسب إليه | نسب إليه | نسب إليه | نسب إليه            | عدد البكرات | ملاحظات                                                         |
| تاريخ العرض    | باللغة العربية | باللغة الأصلية   | اللحن    | الإنتاج  | سيناريو  | الإخراج  | الدور               | عدد البكرات | ملاحظات                                                         |
| -------------- | -------------- | ---------------- | -------- | -------- | -------- | -------- | ------------------- | ----------- | --------------------------------------------------------------- |
| 14 أبريل 1918  | حياة كلب       | A Dog's Life     | نعم      | نعم      | نعم      | نعم      | الصعلوك             | 3           | الفت الموسيقى لعرض تشابلن المسرحي                               |
| 29 سبتمبر 1918 | السند          | The Bond         |          | نعم      | نعم      | نعم      | الصعلوك             | 1/2         | مساعد النجم شقيقه سيدني تشابلن                                  |
| 20 أكتوبر 1918 | أسلحة الكتف    | Shoulder Arms    | نعم      | نعم      | نعم      | نعم      | مجند                | 3           | الفت الموسيقى لعرض تشابلن المسرحي                               |
| 15 مايو 1919   | الجانب المشرق  | Sunnyside        |          | نعم      | نعم      | نعم      | عامل مزرعة          | 3           |                                                                 |
| 15 ديسمبر 1919 | يوم المتعة     | A Day's Pleasure |          | نعم      | نعم      | نعم      | الأب                | 2           | الفيلم الأول مع "جاكي كوغان"، نجم المستقبل لفيلم "الطفل"        |
| 6 فبراير 1921  | الطفل          | The Kid          | نعم      | نعم      | نعم      | نعم      | الصعلوك             | 6           | الفت الموسيقى لإعادة إطلاقه في 1971 للسجل الوطني للفيلم في 2011 |
| 25 سبتمبر 1921 | الطبقة الخاملة | The Idle Class   |          | نعم      | نعم      | نعم      | الصعلوك/الزوج       | 2           |                                                                 |
| 2 أبريل 1922   | يوم الدفع      | Pay Day          |          | نعم      | نعم      | نعم      | عامل                | 2           |                                                                 |
| 26 فبراير 1923 | الحاج          | The Pilgrim      | نعم      | نعم      | نعم      | نعم      | الهارب المحكوم عليه | 4           | الحصيلة مجمعة لعرض تشابلن المسرحي                               |

### يونايتد آرتيست
في عام 1923 بدأ «تشابلن» يصدر أفلامه من خلال يونايتد آرتيست. من هنا انطلقت جميع أفلامه الطويلة. وأنتج، أخرج، وكتب سيناريو هذه الأفلام الثمانية وأخذ دور البطل فيها ما عدا الأول. ومن بداية فيلم «أضواء المدينة» كتب «تشابلن» عشرات المقطوعات الموسيقية لأفلامه.
| تاريخ العرض    | العنوان           | العنوان            | نسب إليه | نسب إليه | نسب إليه | نسب إليه | نسب إليه               | عدد البكرات | ملاحظات |
| تاريخ العرض    | باللغة العربية    | باللغة الأصلية     | اللحن    | الإنتاج  | سيناريو  | الإخراج  | الدور                  | عدد البكرات | ملاحظات |
| -------------- | ----------------- | ------------------ | -------- | -------- | -------- | -------- | ---------------------- | ----------- | --- |
| 26 سبتمبر 1923 | امرأة باريس       | A Woman of Paris   |          | نعم      | نعم      | نعم      | البواب                 | 8           | دور تشابلن بسيط |
| 26 يونيو 1925  | حمى الذهب         | The Gold Rush      | نعم      | نعم      | نعم      | نعم      | المنقب وحيد            | 9-10        | الفت الموسيقى لإعادة إطلاقه في 1942 واضيف للسجل الوطني للفيلم في 1992 |
| 6 يناير 1928   | السيرك            | The Circus         | نعم      | نعم      | نعم      | نعم      | الصعلوك                | 8           | الفت الموسيقى لإعادة إطلاقه في 1970 واضيف للسجل الوطني للفيلم في 2002 |
| 30 يناير 1931  | أضواء المدينة     | City Lights        | نعم      | نعم      | نعم      | نعم      | الصعلوك                | 9           | اضيف للسجل الوطني للفيلم في 1991 |
| 5 فبراير 1936  | الأزمنة الحديثة   | Modern Times       | نعم      | نعم      | نعم      | نعم      | الصعلوك                | 10          | "اضيف للسجل الوطني للفيلم في 1989" |
| 15 أكتوبر 1940 | الديكتاتور العظيم | The Great Dictator | نعم      | نعم      | نعم      | نعم      | أدنويد هينكيل / الحلاق | 13          | "اضيف للسجل الوطني للفيلم في 1997 رشح – لجائزة الأوسكار لأفضل ممثل رشح – لجائزة الأوسكار لأفضل فيلم رشح – لجائزة الأوسكار لأفضل كتابة.                                                                                             |
| 11 أبريل 1947  | السيد فيردو       | Monsieur Verdoux   | نعم      | نعم      | نعم      | نعم      | السيد فيردو            |             | استنادا إلى فكرة من قبل أورسن ويلز رشح - لجائزة الأوسكار لأفضل كتابة (سيناريو الأصل) |
| 16 أكتوبر 1952 | أضواء المسرح      | Limelight          | نعم      | نعم      | نعم      | نعم      | كالفيرو                | 8           | سحب من الشاشات الأمريكية بعد وقت قصير من إطلاقه عندما أصبح تشابلن منفيا من الولايات المتحدة جائزة الأوسكار لأفضل موسيقى تصويرية (حصل عليها في عام 1973 عندما أصبح الفيلم مؤهلا لأول مرة لجائزة الأوسكار من خلال عروض لوس انجلويس.) |

### إنتاج بريطاني
في عام 1952، واثناء سفره إلى إنجلترا لحضور العرض الأول لفيلمه «أضواء المسرح»، علم«تشابلن» أنه تم منعه من الدخول إلى الولايات المتحدة مرة أخرى. ونتيجة لذلك أعد آخر فيلمين له في إنجلترا.
| تاريخ العرض    | العنوان              | العنوان                   | نسب إليه | نسب إليه | نسب إليه | نسب إليه | نسب إليه        | ملاحظات                                                                                                |
| تاريخ العرض    | باللغة العربية       | باللغة الأصلية            | اللحن    | الإنتاج  | سيناريو  | الإخراج  | الدور           | ملاحظات                                                                                                |
| -------------- | -------------------- | ------------------------- | -------- | -------- | -------- | -------- | --------------- | --- |
| 12 سبتمبر 1957 | ملك في نيويورك       | A King in New York        | نعم      | نعم      | نعم      | نعم      | الملك شاهدوف    | آخر دور للبطولة. إنتاج أتيكا آركواي لم يعرض في الولايات المتحدة حتى عام 1967                           |
| 5 يناير 1967   | كونتيسة من هونغ كونغ | A Countess from Hong Kong | نعم      |          | نعم      | نعم      | مُضِيف كبير بالسن | إنتاج يونيفرسال ستوديوز في بانافيسيون وتم إنتاج التصوير بالألوان بواسطة جيروم إبشتاين تشابلن دوره صغير |

## ظهور في أفلام أخرى
بالإضافة إلى أفلامه الرسمية البالغ عددها 82 فيلما، لدى «تشابلن» العديد من المنتجات الغير مكتملة في صميم عمله. وقدم العديد من الأدوار الصغيرة الغير أساسية في عدد من الأفلام التجميعية.

### أفلام لم تكتمل ولم تطلق
| تاريخ العرض | العنوان          | العنوان            | نسب إليه | نسب إليه | نسب إليه | نسب إليه | نسب إليه      | ملاحظات |
| تاريخ العرض | باللغة العربية   | باللغة الأصلية     | اللحن    | الإنتاج  | سيناريو  | الإخراج  | الدور         | ملاحظات |
| ----------- | ---------------- | ------------------ | -------- | -------- | -------- | -------- | ------------- | --- |
| 1915–1916   | حياة             | Life               |          | نعم      | نعم      | نعم      |               | لم يكتمل، على الرغم من أن أجزاء منه استخدمت في منوعات إساناي-تشابلن (انظر أدناه)                                                     |
| 1918        | كيف تصنع الأفلام | How to Make Movies |          | نعم      | نعم      | نعم      | نفسه          | لم تجمع أبدا، على الرغم من أن أجزاء منه استخدمت في منوعات تشابلن (انظر أدناه) أعيد بناؤها في عام 1981 من قبل كيفن براونلو وديفيد جيل |
| 1918        | (فيلم بلا عنوان) | (untitled film)    |          | نعم      | نعم      | نعم      | نفسه          | فيلم خيري شارك في البطولة هاري لودر                                                                                                  |
| 1919        | الأستاذ          | The Professor      |          | نعم      | نعم      | نعم      | الأستاذ باسكو | كان من المقرر أن يكون ببكرتين، لكنها لم تصدر                                                                                         |
| c.1922      | لطيف وودي        | Nice and Friendly  |          | نعم      | نعم      | نعم      | الصعلوك       | تخطيط بدائي |
| 1926        | امرأة البحر      | A Woman of the Sea |          | نعم      |          |          |               | اكتمل ولكن لم يطلق كان تشابلن قد أحرق النسخة السلبية في 24 يونيو 1933                                                                |
| 1933        | الكل في البحر    | All at Sea         |          |          |          |          | نفسه          | فيلم مدته 11 دقيقة أطلق بواسطة أليستير كوك على متن قارب تشابلن، (دواء لكل داء)، ويتشارك مع كوك تشابلن وبوليت غودارد                  |
| 1966–1975   | المسخ            | The Freak          |          |          | نعم      |          |               | إنتاج مخطط أن يكون لابنة تشابلن، فيكتوريا                                                                                            |

### تجميعات
أنتجت إساناي ثلاث تجميعات بدون أخذ صلاحية من «تشابلن» (التي اتخذ من أجلها إجراءات قانونية). في عام 1959 أنتج «تشابلن» تجميعات خاص فيه وشارك في صنع آخر في عام 1975.
| تاريخ العرض    | العنوان                 | العنوان                       | نسب إليه | نسب إليه | نسب إليه | نسب إليه | نسب إليه                                               | ملاحظات |
| تاريخ العرض    | باللغة العربية          | باللغة الأصلية                | اللحن    | الإنتاج  | سيناريو  | الإخراج  | الدور                                                  | ملاحظات |
| -------------- | ----------------------- | ----------------------------- | -------- | -------- | -------- | -------- | ------------------------------------------------------ | --- |
| 31 مارس 1915   | التعريف ب تشارلي تشابلن | Introducing Charlie Chaplin   |          |          |          |          |                                                        | فيلم ترويجي مخصص للعارضين لإظهاره كمقدمة لأفلام تشابلن |
| 23 سبتمبر 1916 | منوعات إساناي-تشابلين   | The Essanay-Chaplin Revue     |          |          | نعم      | نعم      | المحكوم عليه سابقا                                     | جمعها ليو وايت من أجزاء من "الشرطة" و"الحياة" مع مواد جديدة من إخراج "وايت" تشابلن لم يصرح به من قبل.                                                         |
| 1916           | زيبد                    | Zepped                        |          |          |          |          |                                                        | قطعة دعاية لبكرة مدتها سبع دقائق تم اكتشافها في عام 2009. تم شرائها من موقع إيباي في عام 2009 وطرحت للمزاد، ولكن العرض الوحيد فشل في الوصول إلى السعر المخصص. |
| مايو 1918      | طاردني تشارلي           | Chase Me Charlie              |          |          | نعم      | نعم      |                                                        | مونتاج من أفلام إساناي مكون من سبعة بكرات، تم تحريره بواسطة "لانغفورد ريد". عرض في إنكلترا. تشابلن لم يصرح به من قبل.                                         |
| 1938           | كرنفال تشارلي تشابلن    | The Charlie Chaplin Carnival  | نعم      | نعم      | نعم      | نعم      | مساعد رجل الملكية / خياط مبتدئ / إطفائي / موسيقار شارع | جمعت من كل من (خلف الشاشة، الكونت، رجل الإطفاء، والمتسكع) مع موسيقى إضافية ومؤثرات الصوتية                                                                    |
| 1938           | موكب تشارلي تشابلن      | The Charlie Chaplin Calvacade | نعم      | نعم      | نعم      | نعم      | سكران / نادل ومتزلج متحمس / مساعد المرابي / زبون مفلس  | جمعت من كل من (الواحدة صباحا، حلبة التزلج، مكتب المراهنات، ومفتش المتجر) مع موسيقى إضافية ومؤثرات الصوتية                                                     |
| 1938           | مهرجان تشارلي تشابلن    | The Charlie Chaplin Festival  | نعم      | نعم      | نعم      | نعم      | المهاجر / المهمل / السكير / المحكوم عليه               | جمعت من كل من (المغامر، العلاج، الشارع السهل، والمهاجر) مع موسيقى إضافية ومؤثرات الصوتية                                                                      |
| 25 سبتمبر 1959 | منوعات تشابلن           | The Chaplin Revue             | نعم      | نعم      | نعم      | نعم      | الصعلوك / مجند / مدان هارب / نفسه                      | جمعت من كل من (حياة كلب، أسلحة الكتف، الحاج، وكيف تصنع الأفلام)                                                                                               |
| 1975           | الصعلوك الجنتلمان       | The Gentleman Tramp           |          |          |          |          |                                                        | تجميع لأفلام وثائقية لمشاهد جديدة لتشابلن في منزله في سويسرا                                                                                                  |

### أدوار صغيرة
بالإضافة إلى إنتاجه لفيلمي «امرأة باريس (1923)» و«كونتيسة من هونغ كونغ (1967)»، قدم «تشابلن» أدوار صغيرة غير معتمدة في الأفلام التالية:
| السنة | العنوان        | العنوان          | ملاحظات |
| السنة | باللغة العربية | باللغة الأصلية   | ملاحظات |
| ----- | -------------- | ---------------- | --- |
| 1915  | إحياءه         | His Regeneration | تشارلي تشابلن - العميل (غير معتمد)                                                                                             |
| 1921  | الجوز          | The Nut          | لا تظهر لقطات تشابلن في مطبوعات موجودة، على الرغم من تسلسل واحد الذي لا يزال موجود يظهر ممثل غير معروف في دور الصعلوك لتشابلن. |
| 1923  | الأرواح للبيع  | Souls for Sale   | تظهر في مجموعة "امرأة باريس"                                                                                                   |
| 1923  | هوليوود        | Hollywood        | فيلم مفقود |
| 1928  | جمهور العرض    | Show People      | أضيف إلى السجل الوطني للفيلم في عام 2003                                                                                       |

## مزيد من القراءة
- تشارلي تشابلن

## وصلات خارجية
- "Charlie Chaplin: Official Website". Roy Export S.A.S. مؤرشف من الأصل في 2019-11-03. اطلع عليه بتاريخ 2009-09-27.
- Charlie Chaplin Collectors’ Guide at Brenton Film – History and background of Chaplin’s film career, and worldwide listing of restored home video versions
- "Chaplin Film Locations: Then & Now". 1996–2009 JERRE. مؤرشف من الأصل في 2019-05-08. اطلع عليه بتاريخ 2009-09-27.
- "Internet Archive". اطلع عليه بتاريخ 2009-09-30. (Features ملكية عامة Chaplin films)
- Charlie Chaplin على يوتيوب